# マキラ島

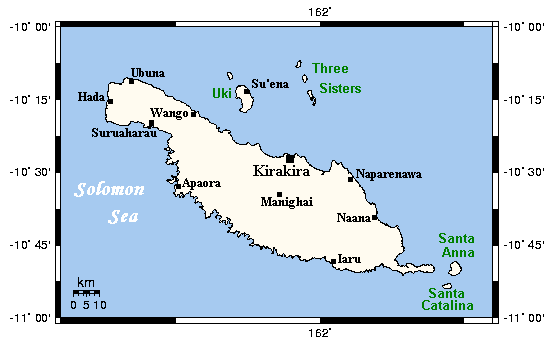
マキラ島

マキラ島（マキラとう、Makira）はソロモン諸島の南部に位置する島。旧称サンクリストバル島。
南東から北西に向かって細長く伸びた形の島で、長さ139km、幅40kmである。北西にガダルカナル島、マライタ島がある。面積は3,090km2あり、国内の島で4番目に大きい。マキラ・ウラワ州に属する島で最も大きく、州都のキラキラ(Kirakira)が北岸にある。
ヨーロッパ人では、1568年にスペインの探検家メンダーニャが初めて到達したとされている。